# Kaldaklofsfjöll
Kaldaklofsfjöll är ett berg i republiken Island. Det ligger i regionen Suðurland, 140 km öster om huvudstaden Reykjavík. Toppen på kaldaklofsfjöll är 1 167 meter över havet.
Trakten runt Kaldaklofsfjöll är nära nog obefolkad, med mindre än två invånare per kvadratkilometer. Det finns inga samhällen i närheten. Trakten runt Kaldaklofsfjöll består i huvudsak av gräsmarker.